# Саранцев, Геннадий Иванович
Геннадий Иванович Саранцев (17 мая 1938, Нижний Ломов — 30 января 2019, Саранск) — российский педагог, член-корреспондент РАО (1996), заслуженный работник высшей школы Российской Федерации, заслуженный деятель науки Республики Мордовия.

## Биография
В 1967 году окончил физико-математический факультет Пензенского государственного университета. 6 лет работал в школе. Затем работает в Мордовском государственном педагогическом институте. С 1998 года работает в качестве профессора кафедры теории и методики обучения математике Пензенского госпедуниверситета.

## Научная деятельность
Им подготовлено более 200 научных и научно-методических работ. Среди его воспитанников более 60 докторов и кандидатов наук, работающих не только в вузах России, но и за рубежом. В 1990-е гг. Г. И. Саранцевым формируется новое крупное научное направление — методология методики обучения математике, результаты исследований которого заложили основу методики математики как самостоятельной научной области. По инициативе Г. И. Саранцева в 1991 г. был открыт и им возглавлен диссертационный совет по защите кандидатских диссертаций. В 2001 г. этот совет был преобразован в диссертационный совет по защите докторских диссертаций по специальностям общая педагогика, теория и методика обучения и воспитания (математика). Член-корреспондент РАО с 11 апреля 1996 года. Состоит в отделении среднего общего образования.

### Основные работы
- Упражнения в обучении математике. — М., 2005;
- Методика обучения математике. — М., 2002;
- Методология методики обучения математике. — Саранск, 1999;
- Обучение доказательным рассуждениям. — М., 2000
- Информационное обеспечение методической подготовки студентов педвуза // «Педагогика» № 4, 2008;
- Методическая система обучения предмету как объект исследования // «Педагогика»— № 2, 2005
- Гуманизация образования и актуальные проблемы методики преподавания математики // «Математика в школе», № 5, 1995;
- 8.Формирование математических понятий в средней школе. // «Математика в школе», № 6, 1998;
- Цели обучения математике в средней школе в современных условиях. // «Математика в школе», № 6, 1999